# Fisk (Misuri)
Fisk es una ciudad ubicada en el condado de Butler en el estado estadounidense de Misuri. En el Censo de 2010 tenía una población de 342 habitantes y una densidad poblacional de 401,36 personas por km².

## Geografía
Fisk se encuentra ubicada en las coordenadas 36°46′56″N 90°12′27″O / 36.78222, -90.20750. Según la Oficina del Censo de los Estados Unidos, Fisk tiene una superficie total de 0.85 km², de la cual 0.84 km² corresponden a tierra firme y (1.52%) 0.01 km² es agua.

## Demografía
Según el censo de 2010, había 342 personas residiendo en Fisk. La densidad de población era de 401,36 hab./km². De los 342 habitantes, Fisk estaba compuesto por el 99.42% blancos, el 0% eran afroamericanos, el 0% eran amerindios, el 0% eran asiáticos, el 0% eran isleños del Pacífico, el 0% eran de otras razas y el 0.58% pertenecían a dos o más razas. Del total de la población el 0.29% eran hispanos o latinos de cualquier raza.